# Takatokwane
Takatokwane é uma vila localizada no distrito Kweneng em Botswana. Possuía, em 2011, uma população estimada de 2 728 habitantes.